# بوليهيكسانيد
بوليهيكسانيد
بوليهيكسانيد (بوليهيكسامثيلين بيغوانيد، PHMB) هو البوليمر المستخدمة كمطهر و مضاد للعفونة . في الاستخدام الجلدي، هو مكتوب بوليهكسانيد (INN) و يباع تحت أسماء مثل لافاسيبت، سيراسيبت، و أومنيسيد. وقد ثبت أن  PHMB فعال ضد سيودوموناس أيروجينوسا، المكورات العنقودية الذهبية (أيضا نوع مقاومة للميثيسيلين، MRSA )، الإشريكية القولونية، المبيضات البيض (الخميرة)، أسبرجيلوس براسيلينسيس (العفن)، المكورات المعوية المقاومة للفانكوميسين، و كليبسيلا الرئوية (كارابابينيم مقاومة إنتيروباكترياسي).
وتستخدم بعض المنتجات التي تحتوي على PHMB  للري بين الجراحة والجلد قبل وبعد الجراحة والتطهير الغشاء المخاطي، والضمادات ما بعد الجراحة، الضمادات الجراحية والجراحية غير الجراحية، حمام الجراحة العلاجية، والجروح المزمنة مثل قرحة القدم السكري وحرق إدارة الجروح، التعقيم الروتيني خلال الشقوق الطفيفة، القسطرة، سكوبي، الإسعافات الأولية، تطهير السطح، تطهير الكتان. وقد استخدمت قطرات العينPHMB  كعلاج للعيون المتضررة من التهاب القرنية أكانثامويبا.
كما وصفت باسم باكاسيل، كما أن لديها تطبيق كمسبح وحمام سباحة المياه المطهر بدلا من الكلور أو المنتجات القائمة على البروم. وهو متاح كما تعقيم باكوا سبا 3، كما ريفاسيل سبا 3 المطهر، وفي نظام وقت الفراغ الحرة.
يستخدم  PHMB  أيضا كعنصر في بعض منتجات تنظيف العدسات اللاصقة ومستحضرات التجميل ومزيل الروائح الشخصية وبعض المنتجات البيطرية.
يتم استخدام الملح هيدروكلوريد PHMB (المحلول) في معظم الصيغ.